# Кукушкино (Калужская область)
Кукушкино — деревня в Износковском районе Калужской области России. Входит в сельское поселение «Село Льнозавод».
Какуш — от литовского kakti — «отправляться, идти, ехать, направляться, держать путь», также какушка — дикая спаржа, долодок.

## География
Расположено у реки Устье. Рядом — Образцово.

## Население
| 2002 | 2010 |
| ---- | ---- |
| 16   | ↗18  |

## История
В 1782-м году входило в Морозовскую волость Медынского уезда.